# تأريخ بواسطة الضيائية الحرارية

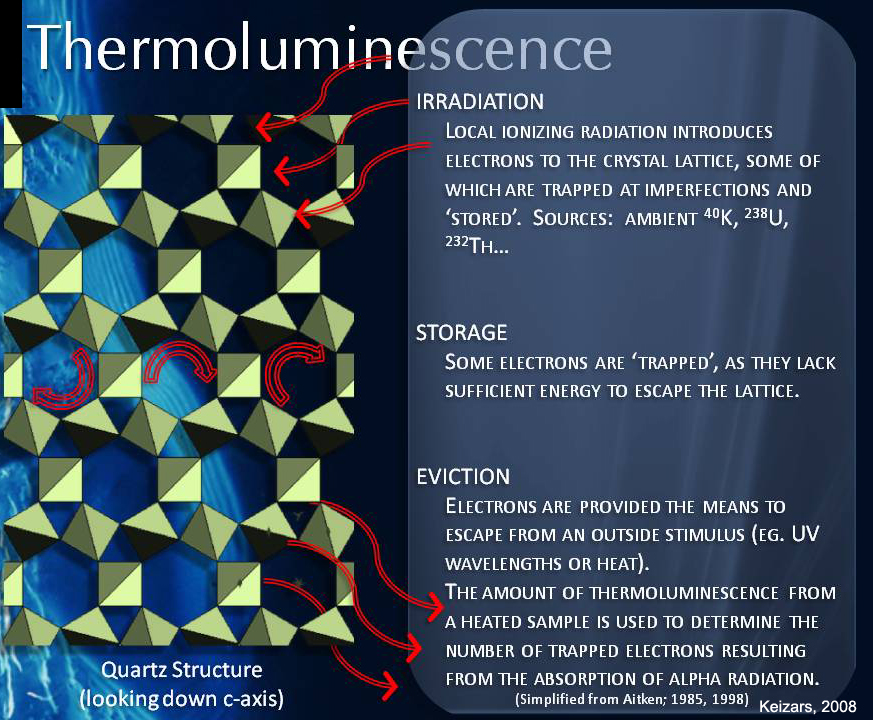
مراحل التألق الحراري الثلاث كما لخصها إيتكن (1985، 1998) تنطبق على كرستالة كوارتز (كيزارس، 2008b)

التأريخ بواسطة الضيائية الحرارية أو التأريخ بواسطة التألق الحراري (بالإنجليزية: Thermoluminescence dating)‏ هي نوع من القياس ضوئي لتحديد تاريخ أو عمر عينة ما (على سبيل المثال/العينات الإثرية) عن طريق قياس جرعة الإشعاع المتراكمة، للوقت المنقضي منذ تسخين المواد التي تحتوي على المعادن البلورية سواء مسخنة (حمم ,سيراميك) أو معرضة لأشعة الشمس (رواسب). وعندما تسخن المواد البلورية خلال القياسات فتبدأ عملية التألق الحراري وتبعث إشارة ضوء ضعيفة تتناسب مع جرعة الإشعاع التي تمتصها المادة.وتستخدم عملية التأريخ بواسطة التألق الحراري لتحديد عمر العينات الإثرية عن طريق قياس الإشعاع المنبعث من مواد خزفية أثناء تسخينها.
لهذة التقنية تطبيقات واسعة وهي رخيصة نسبيا في حدود حوالي 300-700 $ لكل لجسم؛ وملائية لاختبار عدد من العينات. أختبار الرواسب أكثر تكلفة حتى الآن.
والطريقة تحتاج إلى كمية كبيرة نسبيا من مواد العينة، والتي يمكن أن تكون مقيّدة في حالة الأعمال الفنية حيث المحافظة على عمل فني شيء ضروري. ويجب أن تسخن العينة التي تغطي معظم الخزف فوق 500 درجة مئوية، على الرغم من البورسلان العالي الاشتعال يخلق صعوبات أخرى. وغالبا ما تعمل الطريقة بشكل جيد مع الحجارة التي تسخن بالنار. ويمكن أيضا اختبار منحوتات الطين البرونزية المصنوعة بطريقة صب الشمع المتبدد.
وتختلف المواد المختلفة اختلافا كبيرا في مدى ملاءمتها لهذه التقنية، اعتمادا على عدة عوامل. ويمكن أن يؤثر التشعيع اللاحق، على سبيل المثال، التعرض للأشعة السينية، على دقة النتيجة وكذلك «الجرعة السنوية» للإشعاع التي يتلقاها الجسم المدفون من التربة المحيطة .

## تطبيقات

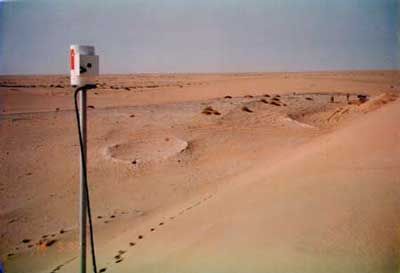
أصغر فوهات الوابر مرئية على السطح

أستخدمت طريقة التأريخ بواسطة التألق الحراري لتحديد متى وصل البشر إلى أستراليا من شرق بابوا غينيا الجديدة ودلت على أن هذا التاريخ بين 50 و 60 ألف وتم الحصول على التواريخ من تلال الرواسب الرملية في موقعين في شمال أستراليا حيث عثر على مجموعة من القطع الأثرية الحجرية في وضعية الترسيب الأولية.

### فوهات الوابر
التأريخ بواسطة التألق الحراري الذي قام بة بريسكوت وآخرون. (2004)) لموقع فوهات الوابر يشير إلى ان عمر موقع الصدمة أقل من 250 سنة ويتفق هذا مع تقارير عربية وردت في كتاب فيلبي «الربع الخالي» (1933) عن كرة نارية مرت فوق الرياض وأتجهت إلى الجنوب الشرقي، وأن ذلك حدث في 1863 أو 1891.

## وصلة خارجية
- Brief introduction on TL technique